# Dominik Andreas I. von Kaunitz

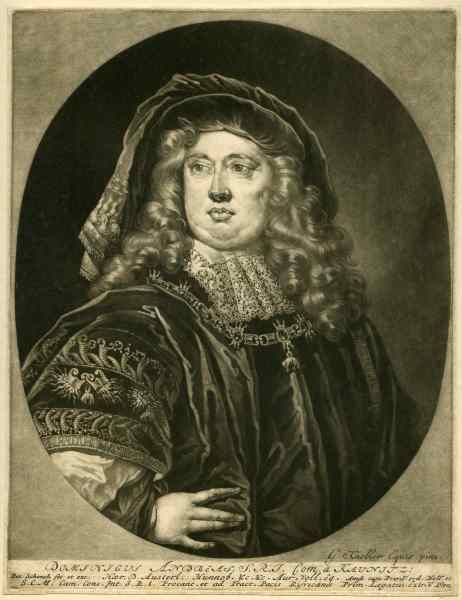
Dominik Andreas I. Graf von Kaunitz

Dominik Andreas I. Graf von Kaunitz Frhr. von Sezima Austy (* 30. November 1654 in Brünn, Mähren; † 11. Januar 1705 in Wien) war ein österreichischer Diplomat, Geheimrat am kaiserlichen Hof und Beauftragter des Kaisers bei zwischenstaatlichen Vertragsverhandlungen. Später war er Reichsvizekanzler.

## Familie
Er stammte aus dem böhmischen Zweig des Adelsgeschlechtes der Kaunitz. Der Vater war Leopold Wilhelm von Kaunitz. Die Mutter war Eleonore (geb. v. Dietrichstein).
Er war seit 1675 verheiratet mit Marie Eleonore Josepha Gräfin von Sternberg, verstorben am 2. Dezember 1706, Tochter des Ehepaares Adolph Wratislaw Graf von Sternberg, Oberstburggraf zu Prag und der Anna Lucia Gräfin Slawata von Chlum und Koschumberg und hinterließ die zwei Söhne Franz Karl Josef (1675–1705), nach 1710 Bischof in Laibach und Maximilian Ulrich von Kaunitz (1679–1746), Landeshauptmann von Mähren und die Tochter Maria Eleonore Gräfin von Kaunitz (1681–1723), welche am 9. November 1699 Franz Wenzel Graf von und zu Trautmannsdorff ehelichte.

## Leben
Er absolvierte zwischen 1671 und 1673 eine Kavaliersreise durch Italien. Danach besuchte er die Adelsakademie in Besançon. Nach einer Reise durch Frankreich kehrte er 1674 zurück.
Im Jahr 1676 war er königlicher Prinzipalkommissar beim Landtag des Königreichs Böhmen in Brünn. Er wurde 1682 zum kaiserlichen Gesandten in München ernannt. Er hat dazu beigetragen, dass Kurfürst Maximilian II. Emanuel auf kaiserliche Seite trat. Kaunitz war dem Kurfürsten freundschaftlich verbunden. Dieser besuchte ihn in Mähren und in Wien. Nicht zuletzt seine Frau hatte erheblichen Einfluss auf den Kurfürsten. Ihr wird ein maßgeblicher Beitrag beim Zustandekommen der Heirat von Maximilian Emanuel mit der Erzherzogin Maria Antonia von Österreich zugeschrieben.
Kaunitz wurde am 12. Januar 1683 in den erblich österreichischen Grafenstand erhoben, war 1704 Begründer des Familien-Fideikommisses Austerlitz mit Ungarisch-Brod, Mährisch-Prus und Groß-Urhau und erhielt die Erlaubnis, die Verwaltung und treuhänderische Aufgaben für die Grundherrschaften Schlakau, Ungarisch Brod und Neu Orzechau auszuüben. 1687 erwarb er Krizanau.
Seit 1685 war er geheimer kaiserlicher Rat. Kaunitz hatte großen Anteil an der Gründung der Augsburger Allianz von 1686. Im Jahr 1687 wurde er nach England entsandt, um Jakob II. mit in ein gegen Ludwig XIV. gerichtetes Bündnis einzubeziehen. Diese Mission war nicht erfolgreich. Im Kölner Bistumsstreit hat er 1687 als kaiserlicher Wahlkommissar maßgeblich dazu beigetragen, Joseph Clemens von Bayern gegen den Widerstand aus Frankreich zum Koadjutor des Erzbistums Köln zu machen. Für seine Dienste wurde er 1687 in den Orden vom Goldenen Vlies aufgenommen. Zwischen 1688 und 1689 zu Beginn des pfälzischen Erbfolgekriege war er erneut Gesandter in München. Seit 1694 war er außerordentlicher Bevollmächtigter in Den Haag. Bei den Verhandlungen zum Frieden von Rijswijk war er Leiter der kaiserlichen Delegation.
Seit 1696 war er Vizekanzler des Heiligen Römischen Reiches. Innerhalb des Reiches hat man ihn als Angehörigen des böhmischen Adels misstraut. Er stand politisch für eine ausgleichende Politik gegenüber Frankreich. Er entwarf den Plan zur Bildung eines einheitlichen Staates in Mitteleuropa mit Böhmen und Österreich als Zentrum. Er verhandelte mit Frankreich über einen Tausch zum Erwerb des Herzogtum Mailand gegen Bayern. Durch seine Haltung gegenüber Frankreich verlor er zu Beginn des spanischen Erbfolgekrieges im Jahr 1700 an Einfluss. Er gehörte 1703 zu der Hofpartei um den späteren Kaiser Josef I., der es gelang, gegen den Willen von Leopold I. dessen wichtigsten Berater zu Gunsten neuer um Wratislaw von Mitrowitz, Gundaker Thomas Starhemberg und Eugen von Savoyen zu ersetzen. Kritik musste er sich in seinen letzten Amtsjahren insbesondere von seinem Nachfolger Friedrich Karl von Schönborn-Buchheim gefallen lassen.
Nach dem Rückzug ins Privatleben hat er verschiedene Pläne verfolgt, um seine Geldsorgen loszuwerden. Er eröffnete 1704 die erste Textilmanufaktur Mährens in Austerlitz. Allerdings erwies sich das Unternehmen als Fehlschlag, so dass Kaunitz hochverschuldet war, als er 1705 an den Folgen eines Schlaganfalls starb.